# روبرت هرنانديز
روبرت هرنانديز (14 سبتمبر 1993 في فنزويلا - ) (بالإسبانية: Robert Enrique Hernández Aguado) هو مدرب كرة قدم ولاعب كرة قدم فنزويلي في مركز الدفاع. شارك مع منتخب فنزويلا تحت 20 سنة لكرة القدم. أما مع النوادي، فقد لعب مع نادي كاراكاس وتامبا باي راوديز ‏ وDeportivo Anzoátegui S.C. ‏.

## وصلات خارجية
- روبرت هرنانديز على موقع قاعدة بيانات كرة القدم.إي يو (الإنجليزية)
- روبرت هرنانديز على موقع Soccerway.com (الإنجليزية)